# Coon Rapids (Minnesota)
Pour les articles homonymes, voir Coon Rapids.
Coon Rapids est une ville des États-Unis ; elle est située au nord de Minneapolis dans le comté d'Anoka, dans l’État du Minnesota. Lors du recensement de 2020, la population de la ville était de 63 599 habitants. C'est la quinzième ville la plus peuplée de l'État.